# Campeonato Europeu de Voleibol Masculino de 2015
O Campeonato Europeu de Voleibol Masculino de 2015 foi a 29ª edição deste torneio bianual que reúne as principais seleções europeias de voleibol masculino. A Confederação Europeia de Voleibol (CEV) foi responsável pela organização do campeonato. Ocorreu na Bulgária e na Itália. A seleção da França conquistou o titulo pela primeira vez em sua história. Apesar do título francês, a grande sensação do campeonato foi o time da Eslovênia, que eliminou as seleções da Polônia (atual campeã mundial) e da Itália, ambas candidatas a chegar à decisão. A seleção acabou chegando a final e foi derrotada por 3–0. O francês Antonin Rouzier foi eleito o MVP do campeonato..

## Países participantes
| Equipe        | Qualificação                 | Última participação |
| ------------- | ---------------------------- | ------------------- |
| Bulgária      | País-sede                    | 2013                |
| Itália        | País-sede                    | 2013                |
| Rússia        | 1º lugar 2013                | 2013                |
| Sérvia        | 3º lugar 2013                | 2013                |
| Bélgica       | 5º lugar 2013                | 2013                |
| França        | 6º lugar 2013                | 2013                |
| Alemanha      | 7º lugar 2013                | 2013                |
| Polônia       | 1º do grupo A - segunda fase |                     |
| Finlândia     | 1º do grupo B - segunda fase |                     |
| Eslováquia    | 1º do grupo C - segunda fase |                     |
| Chéquia       | 1º do grupo D - segunda fase |                     |
| Croácia       | 1º do grupo E - segunda fase |                     |
| Bielorrússia  | 1º do grupo F - segunda fase |                     |
| Eslovênia     | Terceira fase                |                     |
| Países Baixos | Terceira fase                |                     |
| Estônia       | Terceira fase                |                     |

## Primeira fase
- Horários UTC+1.

### Grupo A
Classificação
|     |               |     | Jogos | Jogos | Jogos | Sets | Sets | Sets  | Pontos | Pontos | Pontos |
| Pos | Equipe        | Pts | T     | V     | D     | V    | P    | R     | V      | P      | R      |
| --- | ------------- | --- | ----- | ----- | ----- | ---- | ---- | ----- | ------ | ------ | ------ |
| 1   | Bulgária      | 7   | 3     | 3     | 0     | 9    | 4    | 2.250 | 292    | 273    | 1.070  |
| 2   | Países Baixos | 6   | 3     | 2     | 1     | 8    | 6    | 1.333 | 317    | 305    | 1.039  |
| 3   | Alemanha      | 4   | 3     | 1     | 2     | 5    | 6    | 0.833 | 239    | 223    | 1.072  |
| 4   | Chéquia       | 1   | 3     | 0     | 3     | 3    | 9    | 0.333 | 223    | 270    | 0.826  |

Resultados
| Data   | Hora  |               | Placar |               | Set 1 | Set 2 | Set 3 | Set 4 | Set 5 | Total   | Relatório |
| ------ | ----- | ------------- | ------ | ------------- | ----- | ----- | ----- | ----- | ----- | ------- | --------- |
| 9 Out  | 17:30 | Chéquia       | 1-3    | Países Baixos | 21-25 | 17-25 | 25-20 | 18-25 |       | 81–0    | 81-95     |
| 9 Out  | 20:30 | Bulgária      | 3-0    | Alemanha      | 25–20 | 25–17 | 25–20 |       |       | 75–57   | 75–57     |
| 10 Out | 17:30 | Países Baixos | 3-2    | Alemanha      | 17–25 | 25–23 | 22–25 | 25–21 | 15–13 | 104–107 | 104–107   |
| 10 Out | 20:30 | Chéquia       | 2-3    | Bulgária      | 25–19 | 20–25 | 25–16 | 19–25 | 9–15  | 98–100  | 98–100    |
| 11 Out | 17:45 | Alemanha      | 3-0    | Chéquia       | 25–14 | 25–14 | 25–16 |       |       | 75–44   | 75–44     |
| 11 Out | 20:45 | Países Baixos | 2-3    | Bulgária      | 27–29 | 25–20 | 26–28 | 25–23 | 15–17 | 118–117 | 118–117   |

### Grupo B
Classificação
|     |         |     | Jogos | Jogos | Jogos | Sets | Sets | Sets  | Pontos | Pontos | Pontos |
| Pos | Equipe  | Pts | T     | V     | D     | V    | P    | R     | V      | P      | R      |
| --- | ------- | --- | ----- | ----- | ----- | ---- | ---- | ----- | ------ | ------ | ------ |
| 1   | França  | 8   | 3     | 3     | 0     | 9    | 3    | 3.000 | 282    | 232    | 1.216  |
| 2   | Itália  | 7   | 3     | 2     | 1     | 8    | 3    | 2.667 | 250    | 229    | 1.092  |
| 3   | Estônia | 3   | 3     | 1     | 2     | 4    | 6    | 0.667 | 211    | 220    | 0.959  |
| 4   | Croácia | 0   | 3     | 0     | 3     | 0    | 9    | 0.000 | 169    | 226    | 0.748  |

Resultados
| Data   | Hora  |         | Placar |         | Set 1 | Set 2 | Set 3 | Set 4 | Set 5 | Total | Relatório |
| ------ | ----- | ------- | ------ | ------- | ----- | ----- | ----- | ----- | ----- | ----- | --------- |
| 9 Out  | 18:00 | França  | 3-0    | Croácia | 26-24 | 25-14 | 25-22 |       |       | 76–0  | 76-60     |
| 9 Out  | 21:00 | Estônia | 0-3    | Itália  | 25–19 | 26–24 | 25–15 |       |       | 76–58 | 76-58     |
| 10 Out | 15:00 | Itália  | 3-0    | Croácia |       | 25-23 | 25-21 | 25-19 |       | 75–0  |           |
| 10 Out | 18:00 | Estônia | 1-3    | França  | 13-25 | 22-25 | 25-22 | 18-25 |       | 78–0  | 97–78     |
| 11 Out | 15:00 | Croácia | 0-3    | Estônia | 19-25 | 18-25 | 10-25 |       |       | 47–0  | 47-75     |
| 11 Out | 18:00 | Itália  | 2-3    | França  | 25-23 | 25-21 | 19-25 | 17-25 | 13-15 | 99–0  | 99–109    |

### Grupo C
Classificação
|     |              |     | Jogos | Jogos | Jogos | Sets | Sets | Sets  | Pontos | Pontos | Pontos |
| Pos | Equipe       | Pts | T     | V     | D     | V    | P    | R     | V      | P      | R      |
| --- | ------------ | --- | ----- | ----- | ----- | ---- | ---- | ----- | ------ | ------ | ------ |
| 1   | Polônia      | 9   | 3     | 3     | 0     | 9    | 1    | 9.000 | 260    | 200    | 1.300  |
| 2   | Bélgica      | 6   | 3     | 2     | 1     | 6    | 4    | 1.500 | 232    | 232    | 1.000  |
| 3   | Eslovênia    | 3   | 3     | 1     | 2     | 5    | 6    | 0.833 | 266    | 252    | 1.056  |
| 4   | Bielorrússia | 0   | 3     | 0     | 3     | 0    | 9    | 0.000 | 151    | 225    | 0.671  |

Resultados
| Data   | Hora  |              | Placar |              | Set 1 | Set 2 | Set 3 | Set 4 | Set 5 | Total  | Relatório |
| ------ | ----- | ------------ | ------ | ------------ | ----- | ----- | ----- | ----- | ----- | ------ | --------- |
| 9 Out  | 17:30 | Eslovênia    | 3-0    | Bielorrússia | 25-12 | 25-21 | 25-17 |       |       | 75–0   | 75-50     |
| 9 Out  | 20:30 | Polônia      | 3-0    | Bélgica      | 25–18 | 29–27 | 25–16 |       |       | 79–61  | 79–61     |
| 10 Out | 17:30 | Bielorrússia | 0-3    | Bélgica      | 17–25 | 18–25 | 17–2  |       |       | 52–52  | 52–75     |
| 10 Out | 20:30 | Eslovênia    | 1-3    | Polônia      | 21–25 | 30–28 | 26–28 | 13–25 |       | 90–106 | 90–106    |
| 11 Out | 15:00 | Bélgica      | 3-1    | Eslovênia    | 27–25 | 14–25 | 27–25 | 28–26 |       | 96–101 | 96–101    |
| 11 Out | 18:00 | Bielorrússia | 0-3    | Polônia      | 13–25 | 19–25 | 17–25 |       |       | 49–75  | 49–75     |

### Grupo D
Classificação
|     |            |     | Jogos | Jogos | Jogos | Sets | Sets | Sets  | Pontos | Pontos | Pontos |
| Pos | Equipe     | Pts | T     | V     | D     | V    | P    | R     | V      | P      | R      |
| --- | ---------- | --- | ----- | ----- | ----- | ---- | ---- | ----- | ------ | ------ | ------ |
| 1   | Rússia     | 9   | 3     | 3     | 0     | 9    | 1    | 9.000 | 246    | 187    | 1.316  |
| 2   | Sérvia     | 5   | 3     | 2     | 1     | 7    | 5    | 1.400 | 277    | 261    | 1.061  |
| 4   | Finlândia  | 3   | 3     | 1     | 2     | 3    | 6    | 0.500 | 193    | 218    | 0.885  |
| 3   | Eslováquia | 1   | 3     | 0     | 3     | 2    | 9    | 0.222 | 217    | 267    | 0.813  |

Resultados
| Data   | Hora  |            | Placar |            | Set 1 | Set 2 | Set 3 | Set 4 | Set 5 | Total | Relatório |
| ------ | ----- | ---------- | ------ | ---------- | ----- | ----- | ----- | ----- | ----- | ----- | --------- |
| 9 Out  | 17:00 | Eslováquia | 2-3    | Sérvia     | 22-25 | 25-22 | 28-30 | 26-24 | 9-15  | 110–0 | 110-116   |
| 9 Out  | 20:30 | Rússia     | 3-0    | Finlândia  | 25–20 | 25–19 | 25–23 |       |       | 75–62 | 75–62     |
| 10 Out | 15:00 | Sérvia     | 3-0    | Finlândia  | 25–19 | 25–15 | 25–21 |       |       | 75–55 | 75–55     |
| 10 Out | 20:30 | Eslováquia | 0-3    | Rússia     | 14–25 | 10–25 | 15–25 |       |       | 39–75 | 39–75     |
| 11 Out | 15:00 | Finlândia  | 2-3    | Eslováquia | 26–24 | 25–22 | 25–22 |       |       | 76–68 | 76–68     |
| 11 Out | 18:00 | Sérvia     | 1-3    | Rússia     | 23–25 | 25–21 | 18–25 | 20–25 |       | 86–96 | 86–96     |

## Fase final
- Todos os horários na Bulgária estão de acordo com o horário de Verão do Leste Europeu (UTC+03:00) e todos os horários da na Itália estão de acordo com o Horário de Verão da Europa Central (UTC+02:00).

### Playoffs
- Partidas entre Holanda vs Eslovênia e Bélgica vs Alemanha foram realizadas em Sófia ; Partidas entre Sérvia vs Estônia e Itália vs Finlândia foram realizadas em Busto Arsizio.

| Data   | Hora  |               | Placar |             | Set 1 | Set 2 | Set 3 | Set 4 | Set 5 | Total  | Relatório |
| ------ | ----- | ------------- | ------ | ----------- | ----- | ----- | ----- | ----- | ----- | ------ | --------- |
| 13 Out | 17:30 | Países Baixos | 0–3    | ' Eslovênia | 16–25 | 19–25 | 22–25 |       |       | 57–75  | 57–75     |
| 13 Out | 17:30 | ' Sérvia      | 3–2    | Estônia     | 21–25 | 14–25 | 25–8  | 25–22 | 15–13 | 100–93 | 100–93    |
| 13 Out | 20:30 | Bélgica       | 0–3    | ' Alemanha  | 16–25 | 29–31 | 17–25 |       |       | 62–81  | 62–81     |
| 13 Out | 20:30 | ' Itália      | 3–0    | Finlândia   | 25–19 | 25–16 | 25–22 |       |       | 75–57  | 75–57     |

### Quartas de Final
- Partidas entre Polônia vs Eslovênia e Bulgária vs Alemanha foram realizados em Sófia ; Partidas entre França vs Sérvia e Itália vs Rússia foram realizados em Busto Arsizio.

| Data   | Hora  |            | Placar |             | Set 1 | Set 2 | Set 3 | Set 4 | Set 5 | Total   | Relatório |
| ------ | ----- | ---------- | ------ | ----------- | ----- | ----- | ----- | ----- | ----- | ------- | --------- |
| 14 Out | 17:45 | Polônia    | 2–3    | ' Eslovênia | 17–25 | 19–25 | 25–23 | 25–19 | 14–16 | 100–108 | 100–108   |
| 14 Out | 17:30 | ' França   | 3–1    | Sérvia      | 25–22 | 25–23 | 14–25 | 25–20 |       | 89–90   | 89–90     |
| 14 Out | 20:45 | ' Bulgária | 3–0    | Alemanha    | 25–19 | 25–23 | 25–23 |       |       | 75–65   | 75–65     |
| 14 Out | 20:30 | Rússia     | 0–3    | ' Itália    | 20–25 | 19–25 | 19–25 |       |       | 58–75   | 58–75     |

### Semi-Finais
- Partidas realizadas em Sófia.

| Data   | Hora  |            | Placar |         | Set 1 | Set 2 | Set 3 | Set 4 | Set 5 | Total  | Relatório |
| ------ | ----- | ---------- | ------ | ------- | ----- | ----- | ----- | ----- | ----- | ------ | --------- |
| 17 Out | 17:45 | Eslovênia' | 3–1    | Itália  | 23–13 | 23–25 | 25-20 | 25-20 |       | 96–38  | 98–73     |
| 17 Out | 20:45 | Bulgária   | 2–3    | França' | 25–18 | 25–22 | 24–26 | 21-25 | 12-15 | 107–66 | 107–106   |

### Disputa do 3º Lugar
- Partida realizada em Sófia.

| Data   | Hora  |          | Placar |        | Set 1  | Set 2 | Set 3 | Set 4 | Set 5 | Total | Relatório |
| ------ | ----- | -------- | ------ | ------ | ------ | ----- | ----- | ----- | ----- | ----- | --------- |
| 18 Out | 17:30 | Bulgária | 1–3    | Itália | 20-25– | 14–25 | 25–23 | 20-25 |       | 79–48 | –         |

### Final
- Partida realizada em Sófia.

| Data   | Hora  |        | Placar |           | Set 1 | Set 2 | Set 3 | Set 4 | Set 5 | Total | Relatório |
| ------ | ----- | ------ | ------ | --------- | ----- | ----- | ----- | ----- | ----- | ----- | --------- |
| 18 Out | 20:45 | França | 3–0    | Eslovênia | 25–19 | 27–25 | 27–25 |       |       | 79–69 | 83–73     |